# مقیاس‌بندی فرکانس
در معماری کامپیوتر مقیاس‌بندی فرکانس (به انگلیسی: Frequency scaling) (افزایش فرکانس (به انگلیسی: frequency ramping) نیز گفته می‌شود) تکنیکی است که برای افزایش فرکانس پردازنده و در نتیجه افزایش راندمان سیستم در حال استفاده پردازنده مورد نظر استفاده می‌شود.
افزایش فرکانس علت و پشتوانه اصلی افزایش راندمان پردازنده‌های کالا-محور از اواسط دهه ۱۹۸۰ تا تقریباً اواخر سال ۲۰۰۴ بود.
تأثیر فرکانس پردازنده بر سرعت کامپیوتر را می‌توان در معادله زمان-اجرای (به انگلیسی: runtime) برنامه کامپیوتری زیر مشاهده کرد:
{\displaystyle \mathrm {Runtime} ={\frac {\mathrm {Instructions} }{\mathrm {Program} }}\times {\frac {\mathrm {Cycles} }{\mathrm {Instruction} }}\times {\frac {\mathrm {Time} }{\mathrm {Cycle} }},}
که در آن دستورالعمل‌های هر برنامه همان کل دستورالعمل‌های در حال اجرا در برنامه مذکور است.
چرخهٔ هر دستورالعمل یک مقدار متوسط وابسته به برنامه و وابسته به معماری است،
و زمان به ازای چرخه (به انگلیسی: cycle) بر اساس تعریف همان معکوس فرکانس پردازنده است. بنابراین افزایش فرکانس زمان اجرا را کاهش می‌دهد.
با این حال، مصرف انرژی در یک تراشه با معادله زیر تعریف می‌شود:
{\displaystyle P=C\times V^{2}\times F,}
که در آن P انرژی مصرف شده ،C ظرفیت سوییچ شدن در هر چرخه، V ولتاژ و F فرکانس پردازنده داده شده بر حسب ثانیه می‌باشد. بنابراین افزایش فرکانس باعث افزایش توان مصرفی در یک پردازنده می‌شود.
افزایش مصرف انرژی نهایتاً منجر به لغو پردازنده‌های Tejas and Jayhawk اینتل در می ۲۰۰۴ شد که از عموماً از آن به عنوان پایان مقیاس بندی فرکانسی به عنوان الگوی پیش برنده در معماری کامپیوتر یاد می‌شود.
حتی زمانی که مقیاس بندی فرکانسی به اتمام رسید قانون مور حتی با وجود مشکلات برق همچنان صادق بود و چگالی ترانزیستورها همچنان هر ۱۸ تا ۲۴ ماه دو برابر می‌شد. با پایان مقیاس بندی فرکانسی، ترانزیستورهای جدید (که دیگر برای تسهیل مقیاس بندی فرکانس مورد نیاز نیستند) برای افزودن سخت‌افزار اضافی، مانند هسته‌های اضافی، برای تسهیل محاسبات موازی استفاده می‌شوند تکنیکی که به عنوان مقیاس گذاری موازی از آن یاد می‌شود.
پایان مقیاس فرکانس به عنوان علت غالب افزایش عملکرد پردازنده باعث تغییر صنعت به محاسبات موازی در قالب پردازنده‌های چندهسته‌ای شده‌است.